# Батыр (хоккейный клуб)
«Батыр» (баш. «Батыр» хоккей клубы) — команда по хоккею с шайбой из Нефтекамска. Был создан в 2011 году. Являлся фарм-клубом Нефтекамского «Тороса». Выступал во втором дивизионе МХЛ."Батыр" являлся бронзовым призёром сезонов 2011/12 и 2014/15 и серебряным призёром сезона 2012/13.

## История

### Сезон 2011/12
Летом 2011 года на базе клуба «Торос-2» была создана молодёжная команда для выступлений в дивизионе Б Молодёжной хоккейной лиги
, получившая название «Батыр».
20 сентября 2011 года в матче открытия Первенства МХЛ в Нефтекамском ледовом дворце хоккеисты «Батыра» играли с «Ирбисом», выиграв в серии буллитов (1-0), нефтекамцы завоевали свой первый трофей «Кубок Открытия». Награду из рук Исполнительного директора МХЛ Дмитрия Ефимова получил капитан «Батыра» Кирилл Байбурин.
По итогам регулярного чемпионата 2011-12 команда заняла в дивизионе «Центр» второе место, а среди всех команд третье. «Батыр» в 36 играх выиграл 29, а проиграл всего 7 раз. Команда набрала 84 очка, разница забитых и пропущенных шайб 156:85. Лучшим бомбардиром команды стал Дмитрий Бобров, набравший 39 очков.
В первом раунде плей-офф «Батыр» обыграл «Клин Спортивный» в трех матчах (6:0, 3:2, 4:2). В четвертьфинале «Батыр» обыграл «Юниорс» также в трёх матчах (3:2 ОТ, 9:2, 8:6). В полуфинале уступил бердскому «Кристаллу», не выиграв ни одного матча (1:4, 2:3, 4:5). А в играх за третье место обыграл в двух матчах (6:3, 2:1) пензенский «Дизелист» и стал обладателем бронзовых медалей.

### Сезон 2012/13
В сезоне 2012—2013 «Батыр» по итогам регулярного чемпионата занял пятое место в дивизионе «Поволжье» и девятое в общей таблице Первенства МХЛ. Команда в 44 играх выиграла 29, а проиграла 15 раз. «Батыр» набрал 80 очков, а разница забитых и пропущенных шайб 149:105. Лучшим бомбардиром команды стал Андрей Харламов, который набрал 37 очков (14+23).
В первом раунде плей-офф нефтекамцы обыграли «Красноярских Рысей» со счетом в серии 3:1 (2:3 Б, 11:0, 5:4, 6:2). В четвертьфинале «Батыр» с таким же счетом в серии, как в прошлом раунде, обыграл «Ирбис» (2:4, 2:0, 3:1, 4:2). В полуфинале плей-офф Кубка Регионов нефтекамцы в четырёх матчах одолели альметьевский «Спутник» (1:2, 2:0, 4:3 Б, 4:2). А в финале «Батыр» в равной борьбе уступил курганскому «Юниору» (4:3 ОТ, 2:3, 0:5, 2:3 Б) и впервые стал серебряным призёром Первенства МХЛ.

### Сезон 2013/14
В сезоне 2013/14 «Батыр» занял третье место в восточной конференции и девятое в общей таблице Первенства МХЛ.

### Сезон 2014/15
В сезоне 2014/15 «Батыр» занял третье место в восточной конференции регулярного чемпионата. Во время регулярного чемпионата главный тренер клуба Константин Полозов стал главным тренером нефтекамского «Тороса», а на его место назначили Игоря Жилинского. Лучшим бомбардиром команды в регулярном чемпионате стал Никита Самойлов, который набрал 37 очков, забил 19 голов и 18 раз ассистировал партнерам при взятии ворот.
В первом раунде плей-офф команда выиграла в трёх матчах пермский «Молот» (7:5, 3:0, 7:2). В четвертьфинале «Батыр» обыграл челябинский «Мечел» (5:3, 3:2, 2:4, 6:2), затратив четыре матча. А в полуфинале уступил победителю западной конференции «Россоши» в четырёх матчах (3:2 Б, 2:4, 1:4, 2:3) и стал обладателем бронзовых медалей первенства МХЛ.
Клуб "был расформирован 11 сентября 2018 года.

## Статистика выступлений
| Первенство МХЛ       |                      |                      |                      |                      |                      |                      |                      |                      |                      |                      |                      |          |          |          |          |          |          |          |          |          |          |                                                            |          |
| Регулярный чемпионат | Регулярный чемпионат | Регулярный чемпионат | Регулярный чемпионат | Регулярный чемпионат | Регулярный чемпионат | Регулярный чемпионат | Регулярный чемпионат | Регулярный чемпионат | Регулярный чемпионат | Регулярный чемпионат | Регулярный чемпионат | Плей-офф | Плей-офф | Плей-офф | Плей-офф | Плей-офф | Плей-офф | Плей-офф | Плей-офф | Плей-офф | Плей-офф | Плей-офф                                                   | Плей-офф |
| Сезон                | И                    | В                    | ВО                   | ВБ                   | ПБ                   | ПО                   | П                    | ГЗ                   | ГП                   | О                    | Штр                  | И        | В        | ВО       | ВБ       | ПБ       | ПО       | П        | ГЗ       | ГП       | Штр      | Результат                                                  |          |
| 2011/12              | 36                   | 25                   | 1                    | 3                    | 1                    | 0                    | 6                    | 156                  | 85                   | 84                   | 537                  | 11       | 7        | 1        | 0        | 0        | 0        | 3        | 48       | 30       | 175      | Выиграл бронзовые медали                                   |          |
| 2012/13              | 44                   | 21                   | 2                    | 6                    | 1                    | 0                    | 14                   | 149                  | 105                  | 80                   | 630                  | 16       | 8        | 1        | 1        | 2        | 0        | 4        | 54       | 37       | 172      | Уступил в финале Юниору, выиграл серебряные медали         |          |
| 2013/14              | 38                   | 20                   | 1                    | 4                    | 1                    | 1                    | 11                   | 132                  | 91                   | 72                   | 468                  | 6        | 2        | 0        | 1        | 0        | 0        | 3        | 18       | 18       | 76       | Уступил в четвертьфинале Мечелу 3:0                        |          |
| 2014/15              | 52                   | 27                   | 2                    | 5                    | 2                    | 5                    | 11                   | 151                  | 120                  | 102                  | 468                  | 11       | 6        | 0        | 1        | 0        | 0        | 4        | 41       | 31       | 149      | Уступил в полуфинале Россоши 3:1, выиграл бронзовые медали |          |
| Всего                |                      |                      |                      |                      |                      |                      |                      |                      |                      |                      |                      |          |          |          |          |          |          |          |          |          |          |                                                            |          |

## Достижения
- Бронзовый призёр Первенства МХЛ: 2011/12
- Серебряный призёр Первенства МХЛ: 2012/13
- Бронзовый призёр Первенства МХЛ: 2014/15[6]